# Zbigniew Antoszewski
Zbigniew Edward Antoszewski (ur. 27 lipca 1944 w Rybakach k. Nowogródka) – polski polityk, nauczyciel akademicki, przedsiębiorca, senator IV kadencji.

## Życiorys
W 1969 ukończył studia z zakresu filologii rosyjskiej na Uniwersytecie Łódzkim. W 1978 uzyskał stopień naukowy doktora, w 1988 habilitował się.
Był zatrudniony jako nauczyciel i wizytator w kuratorium oświaty w Łodzi. W 1975 został pracownikiem Komitetu Wojewódzkiego PZPR, od 1978 zajmował stanowisko sekretarza zarządu wojewódzkiego Towarzystwa Przyjaźni Polsko-Radzieckiej. Na przełomie lat 80. i 90. prowadził własną działalność gospodarczą.
Jest profesorem w piotrkowskiej filii Uniwersytetu Jana Kochanowskiego w Kielcach. Wykładał także w Akademii Humanistyczno-Ekonomicznej w Łodzi. Założył Stowarzyszenie Przeciw Korupcji, w którym objął funkcję prezesa.
Od 1994 do 1998 był radnym rady miasta Łodzi. W latach 1997–2001 z ramienia Sojuszu Lewicy Demokratycznej zasiadał w Senacie IV kadencji, reprezentując województwo łódzkie. Zasiadał we władzach krajowych SLD. W 2003 został wykluczony z partii.
W 2004 został doradcą Samoobrony RP. Rok później opuścił to ugrupowanie i kandydował bez powodzenia do Senatu z własnego komitetu. W 2010 wrócił do SLD. W wyborach samorządowych w tym samym roku bez powodzenia kandydował z listy tej partii do rady miasta Łodzi.
W latach 1999–2000 był prezesem Łódzkiego Klubu Sportowego.